# Protollin
Protollin ist ein aus bakteriellen Zellwänden gewonnenes Protein und experimenteller Arzneistoff. Aufgrund seiner immunmodulierenden Eigenschaften wird es zur Vorbeugung und Behandlung der Alzheimer-Krankheit entwickelt.

## Entwicklungsgeschichte
Ursprünglich wurde Protollin als Adjuvans entwickelt: Forscher des kanadischen Biotech-Unternehmens ID Biomedical untersuchten Anfang der 2000er Jahre Protollin (damals geschütztes Warenzeichen für die Substanz) zunächst als Wirkverstärker für nasal applizierte Grippeimpfstoffe. In der Folge testeten Alzheimer-Forscher um Howard L. Weiner ein neues Nasenspray mit Protollin und Glatirameracetat an Mäusen gegen die Alzheimerkrankheit. Die behandelten Tiere hatten deutlich weniger Amyloid-Plaques als Mäuse der Kontrollgruppe. Die Wissenschaftler vermuteten, dass durch diese Kombination Mikrogliazellen aktiviert werden, die die Amyloid-Plaques abbauen. Sie kamen dieser Erkenntnis eher zufällig auf die Spur, als sie die Nebenwirkung einer früheren experimentellen Alzheimer-Impfung untersuchten. Man erkannte, dass auch Protollin allein Amyloidablagerungen bei jungen Mäusen zu verhindern und die Amyloidablagerung und Gedächtnisfunktion bei alten Mäusen mit einer großen Amyloidbelastung zu beeinflussen vermochte. 15 Jahre nach der ersten Veröffentlichung war die Forschung so weit, dass die Prüfung am Menschen geplant werden konnte. Partner für die kommerzielle Entwicklung sind die chinesischen Unternehmen I-Mab Biopharma und Jiangsu Nhwa Pharmaceutical (NHWA). Nach Angaben des Lizenzpartners Inspirevax begann im Dezember 2021 in Zusammenarbeit mit dem US-amerikanischen Brigham and Women’s Hospital eine Phase-I-Studie mit dem über die Nase verabreichten Impfstoff zur Dosisfindung. Zuvor hatte die FDA im Juli 2021 die Verwendung des Wirkstoffs als Prüfarzneimittel genehmigt.

## Eigenschaften
Protollin besteht aus äußeren Membranproteinen des Bakteriums Neisseria meningitidis und nicht kovalent komplexverbundenen Shigella-flexneri-2a-Lipopolysacchariden.